# Unité urbaine de Paimpol
L'unité urbaine de Paimpol est une agglomération française centrée sur la commune de Paimpol, dans les Côtes-d'Armor, en région Bretagne.

## Données générales
Dans le zonage réalisé par l'Insee en 1999, l'unité urbaine était composée de trois communes.
Dans le zonage réalisé en 2010, l'unité urbaine était composée de huit communes, cinq communes ayant été ajoutée au périmètre.
Dans le nouveau zonage réalisé en 2020, elle est composée des huit mêmes communes.
En 2022, avec 17 804 habitants, elle représente la 5e unité urbaine du département des Côtes-d'Armor et occupe le 23e rang dans la région Bretagne.
En 2020, sa densité de population s'élève à 152 hab/km2. Par sa superficie, elle ne représente que 1,68 % du territoire départemental et, par sa population, elle regroupe 2,92 % de la population du département des Côtes-d'Armor.

## Composition de l'unité urbaine en 2020
Elle est composée des huit communes suivantes :
| Nom                    | Code Insee | Département   | Statut       | Superficie (km2) | Population (dernière pop. légale) | Densité (hab./km2) | Modifier                                    |
| ---------------------- | ---------- | ------------- | ------------ | ---------------- | --------------------------------- | ------------------ | ------------------------------------------- |
| Paimpol (ville-centre) | 22162      | Côtes-d'Armor | ville-centre | 23,61            | 7 266 (2022)                      | 308                | modifier les données · modifier les données |
| Kerbors                | 22085      | Côtes-d'Armor | banlieue     | 6,88             | 286 (2022)                        | 42                 | modifier les données · modifier les données |
| Kerfot                 | 22086      | Côtes-d'Armor | banlieue     | 5,71             | 634 (2022)                        | 111                | modifier les données · modifier les données |
| Lanmodez               | 22111      | Côtes-d'Armor | banlieue     | 4,15             | 400 (2022)                        | 96                 | modifier les données · modifier les données |
| Lézardrieux            | 22127      | Côtes-d'Armor | banlieue     | 11,91            | 1 632 (2022)                      | 137                | modifier les données · modifier les données |
| Pleubian               | 22195      | Côtes-d'Armor | banlieue     | 20,10            | 2 334 (2022)                      | 116                | modifier les données · modifier les données |
| Ploubazlanec           | 22210      | Côtes-d'Armor | banlieue     | 15,04            | 2 985 (2022)                      | 198                | modifier les données · modifier les données |
| Plourivo               | 22233      | Côtes-d'Armor | banlieue     | 28,35            | 2 267 (2022)                      | 80                 | modifier les données · modifier les données |

## Évolution démographique
| 1968   | 1975   | 1982   | 1990   | 1999   | 2008   | 2013   | 2020   |
| ------ | ------ | ------ | ------ | ------ | ------ | ------ | ------ |
| 19 777 | 19 930 | 20 048 | 19 513 | 18 896 | 18 770 | 18 087 | 17 604 |

#### Données générales
- Unité urbaine
- Aire d'attraction d'une ville
- Aire urbaine (France)
- Liste des unités urbaines de France

#### Données démographiques en rapport avec l'unité urbaine de Paimpol
- Aire d'attraction de Paimpol
- Arrondissement de Guingamp
- Arrondissement de Lannion

#### Données démographiques en rapport avec les Côtes-d'Armor
- Démographie des Côtes-d'Armor